# Sexe intercrural

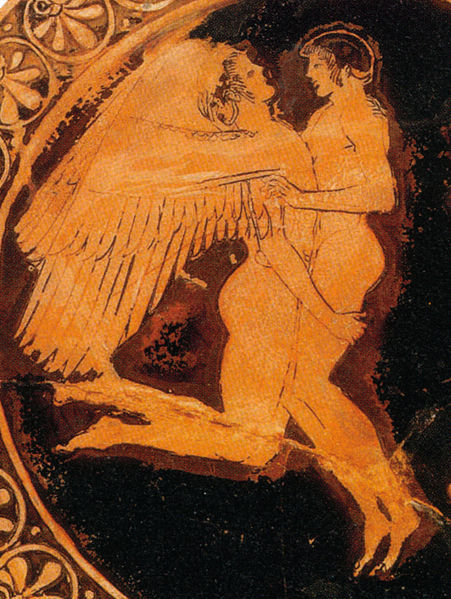
Il·lustració grega de sexe intercrural entre un déu alat (Eros o Zèfir) i un jove (potser Jacint)

El sexe/coit intercrural (del llatí inter, 'entre', i crura, 'cames'), també conegut com a sexe/coit interfemoral o, col·loquialment, rus, és una activitat sexual de tipus no penetratiu, en què un home posa el seu penis entre les cames d'un altre home (o d'una dona, tot i que aquesta activitat entre heterosexuals és menys comuna), i amb el moviment pelvià produeix fricció fins a arribar a l'orgasme.
Era un tipus de pràctica sexual homosexual pederasta comuna de l'antiga Grècia ja que el sexe penetratiu es considerava un acte humiliant per al membre passiu de la parella. En l'actualitat no és una pràctica tan habitual. El biògraf d'Oscar Wilde diu que l'escriptor preferia aquesta pràctica en comptes del sexe anal o el sexe oral.
Històricament, ha tingut importància en societats que donaven gran importància a la virginitat.